# Andreas Carlsson
Pour les articles homonymes, voir Carlsson.
 (mai 2018).
Si vous disposez d'ouvrages ou d'articles de référence ou si vous connaissez des sites web de qualité traitant du thème abordé ici, merci de compléter l'article en donnant les références utiles à sa vérifiabilité et en les liant à la section « Notes et références ».
Andreas Carlsson, né le 3 avril 1973 à Stockholm, est un auteur-compositeur, chanteur, parolier, et producteur suédois.

## Biographie
Carlsson fait partie de l'équipe du Cherion Studios jusqu'à sa fermeture en 2000.
En janvier 2001, Andreas Carlsson, Kristian Lundin et Jake Schulze, tous les trois anciens membres du Cherion Studios, louent le local où se trouvaient ce studio.
Deux ans plus tard, ils lancent La Localisation, une société de production et Songs une société civique[Quoi ?] dans laquelle Savan Kotecha signe.
En 2008, Andreas Carlsson lance la maison d'édition Meriola avec le producteur et auteur-compositeur Anders Bagge, connu pour avoir écrit et produit des chansons pour, entre autres, Madonna, Janet Jackson et Jennifer Lopez.
Carlsson collabore fréquemment avec Desmond Child et Chris Braide. Ensemble, ils ont écrit de nombreuses chansons à succès, par exemple, le titre «Invisible» pour Clay Aiken lors de sa participation à American Idol. Cette chanson est devenue, par la suite, l'une des plus jouées à la radio américaine en 2004.
Plus récemment, il collabore avec Katy Perry pour la chanson Waking Up In Vegas sur son album One of the Boys.
Andreas a également participé à l'écriture de la bande originale d'Alice aux pays des merveilles de Tim Burton en 2010.

## Collaborations
| Artiste             | Date | Album                              | Chanson                       |
| ------------------- | ---- | ---------------------------------- | ----------------------------- |
| Ana Johnsson        | 2004 | The Way I Am                       | We Are                        |
| Backstreet Boys     | 1999 | Millennium                         | I Want It That Way            |
| Backstreet Boys     | 2000 | Black and Blue                     | Eveyone                       |
| Backstreet Boys     | 2000 | Black and Blue                     | It's True                     |
| Backstreet Boys     | 2001 | Greatest Hits – Chapter One        | Drowning                      |
| Bon Jovi            | 2002 | Bounce                             | Everyday                      |
| Britney Spears      | 1999 | Baby One More Time                 | Born To Make You Happy        |
| Britney Spears      | 1999 | Baby One More Time                 | I will be there               |
| Britney Spears      | 1999 | Baby One More Time                 | Deep in my heart              |
| Britney Spears      | 2000 | Oops!... I Did It Again            | Where are you now             |
| Britney Spears      | 2000 | Oops!... I Did It Again            | Can't make you love me        |
| Carrie Underwood    | 2005 | Some Hearts                        | Inside Your Heaven            |
| Celine Dion         | 2002 | A New Day Has Come                 | I'm Alive                     |
| Celine Dion         | 2002 | A New Day Has Come                 | The Greatest Reward           |
| Celine Dion         | 2003 | One Heart                          | Coulda Woulda Shoulda         |
| Celine Dion         | 2007 | Taking Chances                     | That's the Way It Is          |
| Clay Aiken          | 2003 | Measure of a Man                   | Invisible                     |
| Janet Leon          | 2009 | Janet                              | Heartache On the Dancefloor   |
| Janet Leon          | 2009 | Janet                              | Let Go                        |
| Katy Perry          | 2008 | One of the Boys                    | Waking Up in Vegas            |
| Kevin Borg          | 2009 | The Beginning                      | With Every Bit of Me          |
| Kim Fransson        | 2009 | Kim                                | Three Floors Down             |
| Laura Pausini       | 2002 | From the Inside                    | Everyday is a Monday          |
| 'N Sync             | 2000 | No Strings Attached                | Bye, Bye, Bye                 |
| 'N Sync             | 2000 | No Strings Attached                | It's Gonna Be Me              |
| Paul Stanley        | 2006 | Live to Win                        | Live To Win                   |
| Paul Stanley        | 2006 | Live to Win                        | Wake up Screaming             |
| Paul Stanley        | 2006 | Live to Win                        | Bulletproof                   |
| Paul Stanley        | 2006 | Live to Win                        | All About You                 |
| Paul Stanley        | 2006 | Live to Win                        | Second to None                |
| Tokio Hotel & Kerli | 2010 | BO d'Alice aux Pays des Merveilles | Strange                       |
| Westlife            | 1999 | Westlife                           | No No                         |
| Westlife            | 1999 | Westlife                           | I Need You                    |
| Westlife            | 1999 | Westlife                           | Open Your Heart               |
| Westlife            | 2000 | Coast to Coast                     | When You're Looking Like That |
| Westlife            | 2000 | Coast to Coast                     | Somebody Needs You            |
| Westlife            | 2000 | Coast to Coast                     | Soledad                       |
| Westlife            | 2003 | Turnaround                         | Obvious                       |